# Gedion Zelalem
Gedion Zelalem (ur. 26 stycznia 1997 w Berlinie) – amerykański piłkarz etiopskiego pochodzenia występujący na pozycji pomocnika w holenderskim klubie FC Den Bosch. W swojej karierze grał także w Rangers. Były młodzieżowy reprezentant Niemiec oraz reprezentant Stanów Zjednoczonych do lat 20.

## Statystyki kariery
(aktualne na dzień 13 sierpnia 2016)
| Klub               | Sezon              | Liga                  | Liga  | Liga   | Puchar kraju | Puchar kraju | Puchar ligi | Puchar ligi | Europa | Europa | Inne  | Inne   | Suma  | Suma   |
| Klub               | Sezon              | Liga                  | Mecze | Bramki | Mecze        | Bramki       | Mecze       | Bramki      | Mecze  | Bramki | Mecze | Bramki | Mecze | Bramki |
| ------------------ | ------------------ | --------------------- | ----- | ------ | ------------ | ------------ | ----------- | ----------- | ------ | ------ | ----- | ------ | ----- | ------ |
| Arsenal            | 2013/14            | Premier League        | 0     | 0      | 1            | 0            | 0           | 0           | 0      | 0      | –     | –      | 1     | 0      |
| Arsenal            | 2014/15            | Premier League        | 0     | 0      | 0            | 0            | 0           | 0           | 1      | 0      | –     | –      | 1     | 0      |
| Rangers (wyp.)     | 2015/16            | Scottish Championship | 21    | 0      | 3            | 0            | 2           | 0           | –      | –      | 1     | 0      | 27    | 0      |
| Ogólnie w karierze | Ogólnie w karierze | Ogólnie w karierze    | 21    | 0      | 4            | 0            | 2           | 0           | 1      | 0      | 1     | 0      | 29    | 0      |